# Donzella rogenca
La donzella rogenca (Boloria euphrosyne) és una espècie de lepidòpter papilionoïdeu de la família dels nimfàlids (Nymphalidae) present als Països Catalans.

## Descripció

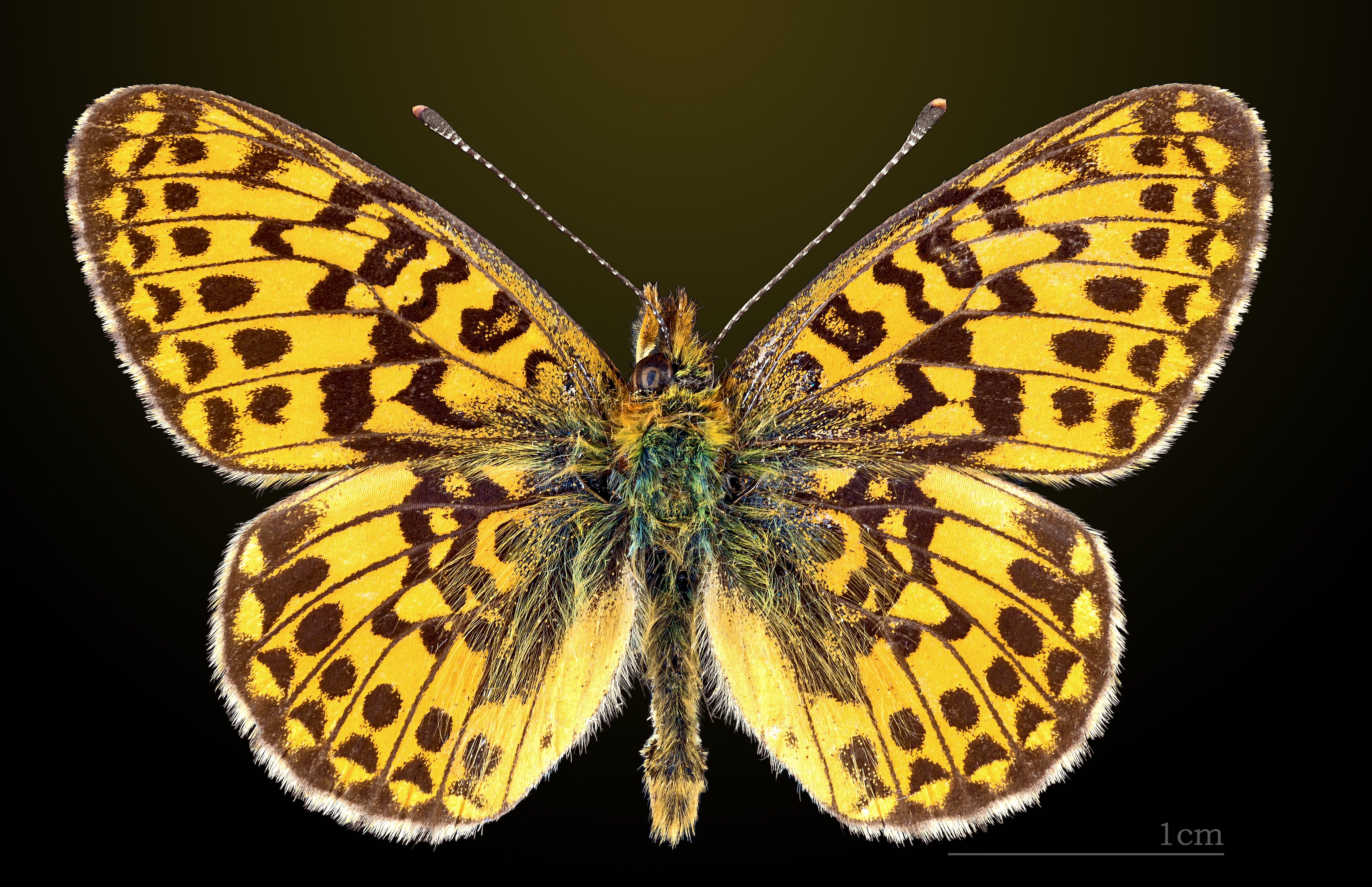
Donzella rogenca
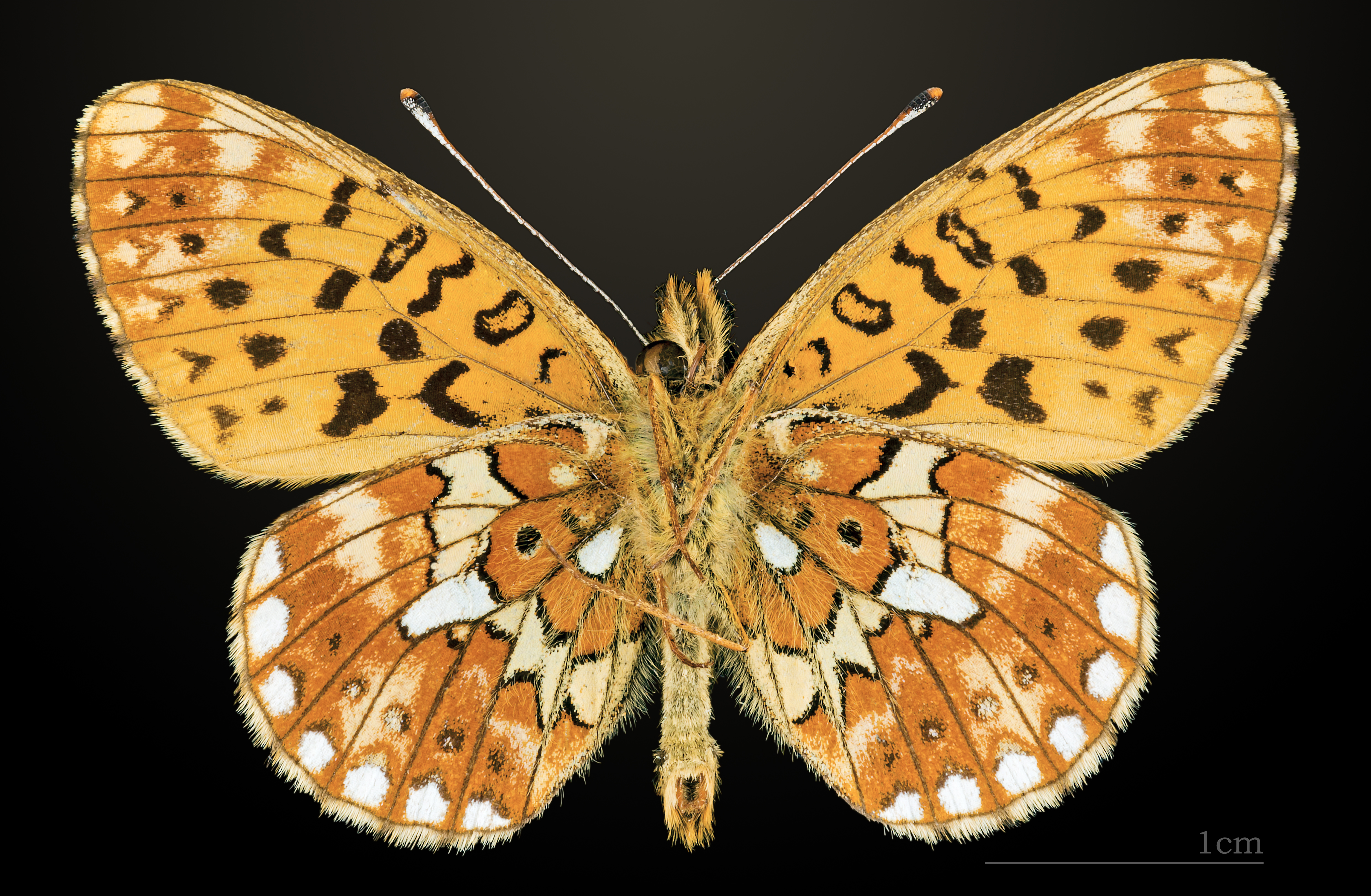
△ Donzella rogenca

## Distribució
Es distribueix per Europa, Rússia, Turquia i nord del Kazakhstan. Es troba al nord de la península Ibèrica.

## Hàbitat
Clars de boscos caducifolis i de coníferes. L'eruga s'alimenta de plantes del gènere Viola.

## Període de vol i hibernació
Una generació a al nord d'Europa i a elevades altituds al sud, entre finals de maig i juliol; a la resta pot ser bivoltina amb la primera generació entre abril i juny i la segona entre juliol i setembre. Hiberna com a eruga en estadis intermedis.